# 208
208 (CCVIII) je bilo prestopno leto, ki se je po julijanskem koledarju začelo na petek.

## Dogodki
- 1. januar

## Rojstva
- 14. september (ali 19. september) - Diadumenijan, cesar Rimskega cesarstva († 218)
- 1. oktober - Aleksander Sever, 26. cesar Rimskega cesarstva  († 235)